# Kermisorgel

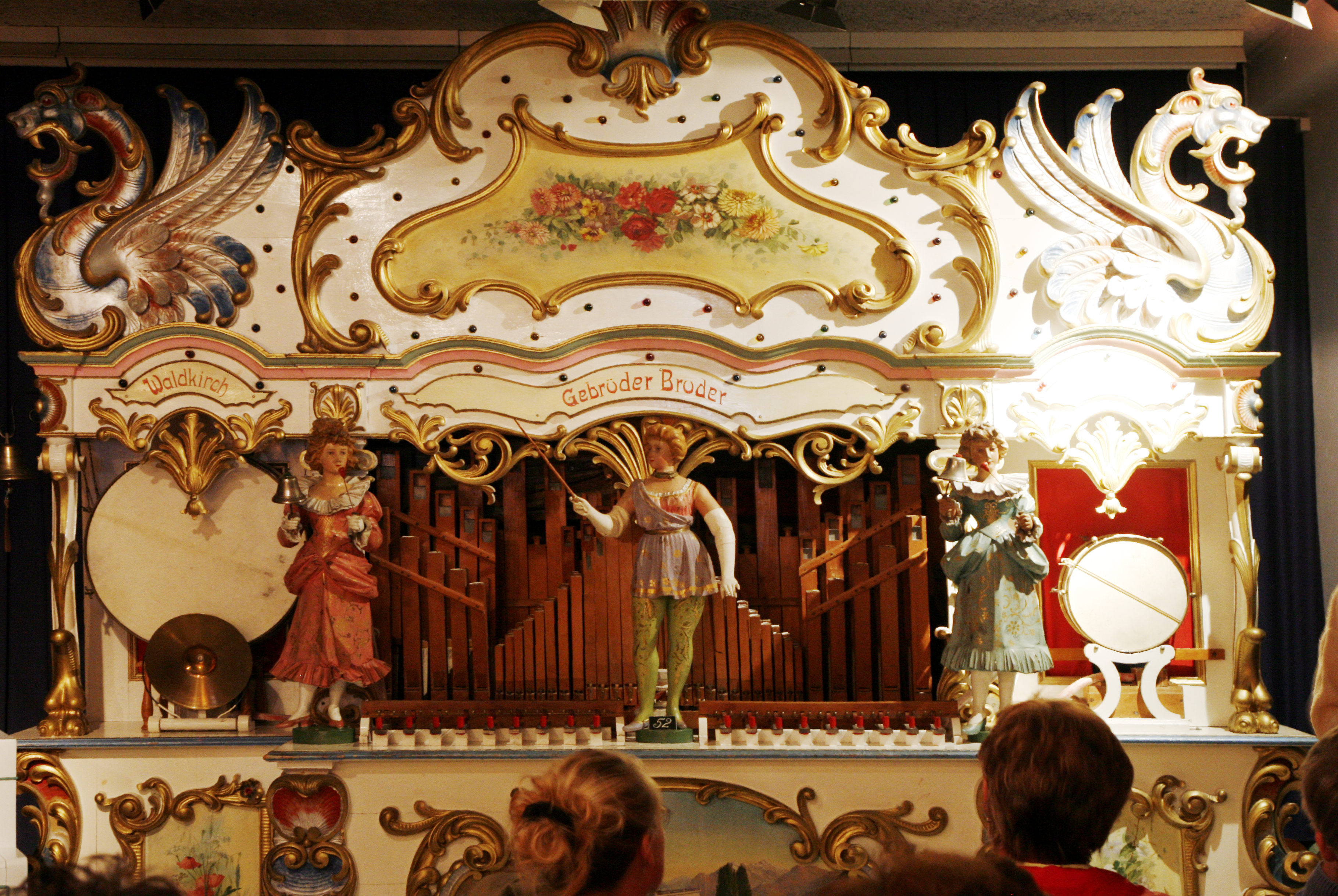
Een kermisorgel van Bruder

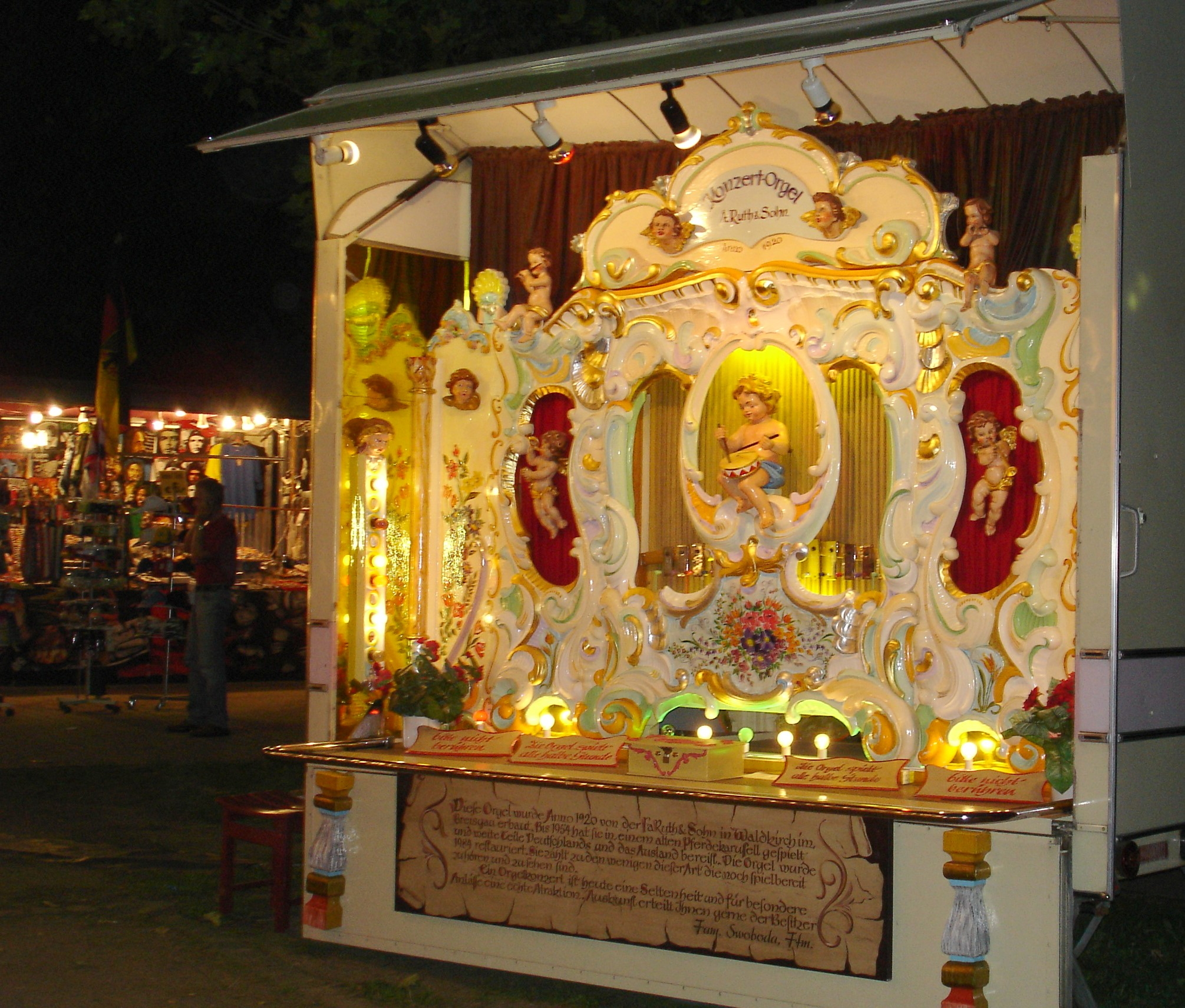
Een kermisorgel van Ruth

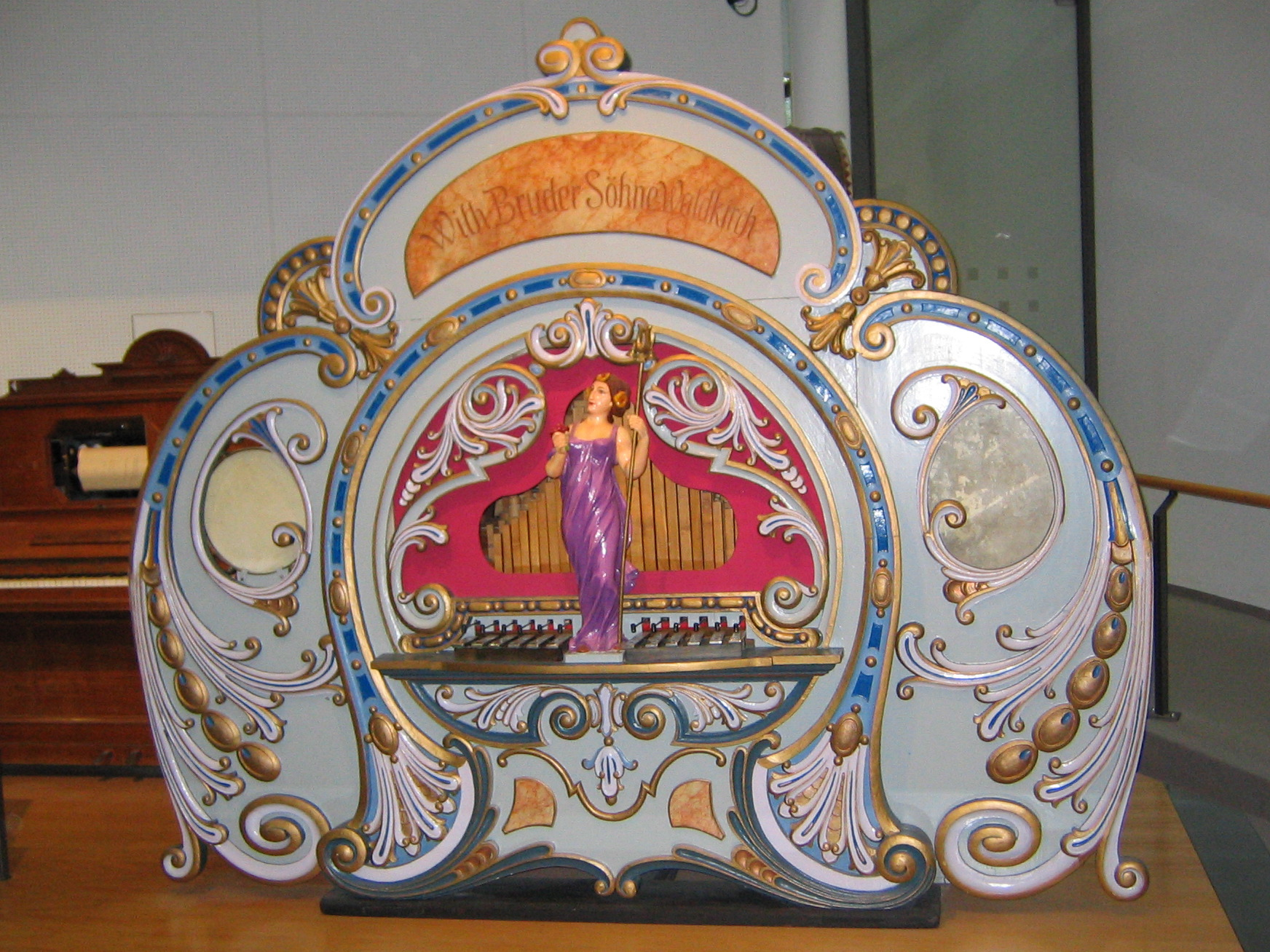
Een kermisorgel van Bruder

Een kermisorgel is een draaiorgel dat op kermissen werd gebruikt en daar in staat was met een groot volume muziek te produceren. Een apart type kermisorgel werd (en wordt) gebruikt in de klassieke draaimolen.

## Geschiedenis
In tegenstelling tot de Nederlandse straatorgels zijn kermisorgels ontworpen om vooral een groot volume te produceren. Dit was toentertijd nodig om in de herrie van kermissen op te blijven vallen. Daarvoor werden ze uitgerust met luid klinkende pijpen en slagwerk. Deze orgels waren vooral populair in de periode 1880-1950. Omstreeks 1950 werd het kermisorgel steeds vaker verdrongen door moderne geluidsapparatuur, zoals de jukebox. De meeste kermisfamilies behielden echter hun orgels zodat er vele bewaard zijn gebleven. Zij zijn nu niet vaak meer te zien op kermissen, maar wel in musea en tijdens orgelmanifestaties.

## Werking van een kermisorgel
Een kermisorgel werkt in principe hetzelfde als een straatorgel. Alleen zijn de orgelboeken vaak veel langer – ze worden aan elkaar geplakt, opdat men niet al te vaak een nieuw boek hoeft in te leggen. Sommige orgels hebben geen orgelboeken, maar papieren rollen met ponsgaatjes.

## Bekende kermisorgelbouwers
- A. Ruth und Sohn, Waldkirch
- Limonaire Frères, Parijs
- Fritz Wrede, Hannover
- Bruder, Waldkirch
- Hooghuys, Geraardsbergen
- Wellershaus, Mülheim an der Ruhr
- Gebr. Richter , Düsseldorf
- Gavioli, Parijs